# كوليج
كوليج هي قرية في مقاطعة بيرانشهر، إيران. يقدر عدد سكانها بـ 785 نسمة بحسب إحصاء 2016.